# Hifa
Hifa (grčki: ὑφή, huphḗ) dugačka je končasta struktura gljiva, oomiceta ili aktinobakterija. Kod većine gljiva, hife imaju glavnu ulogu u vegetativnom rastu. Skup hifa naziva se micelij.

## Struktura
Hifa sadrži jednu ili više stanica okruženu cjevastom staničnom stijenkom. Kod većine gljiva, hife su poprečno podijeljene pregradama, koje se nazivaju septe. One sadrže velike pore kroz koje mogu slobodno prolaziti stanične organele (ribosomi, mitohondriji i sl.), a u nekim slučajevima čak i staničnu jezgru. Glavni strukturalni polimer u staničnom zidu gljiva je hitin, za razliku od biljaka koje u tu svrhu koriste celulozu. Zabilježena je i pojava aseptičnih hifa, što znači da kod tih gljiva hife nemaju septe (pregrade). Na poprečnom presjeku debljina je hifa 4 – 6 µm.

## Rast
Hife rastu vrhovima, koji rastu tako da stanične stijenke proširuju vanjske komponente polimerizacijom, te unutrašnjom proizvodnjom nove stanične membrane. Vršno tijelo je unutarstanična organela povezana s rastom vrhova. Sastoji se od agregacije vezikula vezanih za membranu koje sadrže komponente stanične stijenke. Ono je dio endomembranskog sustava gljiva, drži i oslobađa vezikule koje dobiva od Golgijevog aparata. Ove vezikule putuju do stanične membrane kroz citoskelet i oslobađaju njihov sadržaj (uključujući razne bjelančevine bogate cisteinom, uključujući i kerato-platanin i hidrofobin), vanstaničnim procesom zvanim egzocitoza, gdje se potom može transportirati tamo gdje je potrebno. Vezikulske membrane doprinose rastu stanične membrane dok njihov sadržaj oblikuje novu staničnu stijenku. Vršno tijelo kreće se duž vrha hifnog lanca i ostvaruje vršni rast i razgranavanje; apikalna brzina rasta hifnih niti paralelna je i regulirana kretanjem vršnog tijela.
Kako se hifa proširuje, septa se može oblikovati iza rastućeg vrha kako bi se svaka hifa podijelila na pojedinačne stanice. Hife se mogu granati bifurkacijom sve više vrhova ili pojavom novog vrha matične hife.